# Robert Coppée
Robert Victor Joseph Coppée (Haine-Saint-Pierre, 23 april 1895 – ?, 1970) was een Belgisch voetballer die speelde als aanvaller. Hij voetbalde in Eerste klasse bij Union Sint-Gillis en speelde 15 wedstrijden met het Belgisch voetbalelftal waarmee hij in 1920 olympisch kampioen werd.

## Loopbaan
Coppée sloot zich in 1908 aan als jeugdspeler bij Union Sint-Gillis en doorliep er de jeugdreeksen. In 1913 debuteerde hij in het eerste elftal van de club als aanvaller en verwierf er al snel een basisplaats. De Belgische voetbalcompetitie werd dan onderbroken door de Eerste Wereldoorlog en was pas in 1919 hervat. Coppée werd met de ploeg landskampioen in 1923 en driemaal tweede (1920, 1921 en 1924).
Tussen 1919 en 1924 speelde Coppée 15 wedstrijden met het Belgisch voetbalelftal waarin hij negenmaal scoorde. Coppée maakte deel uit van de voetbalploeg die op de Olympische Zomerspelen 1920 in Antwerpen olympisch kampioen werd. In de kwartfinale tegen Spanje scoorde hij een hattrick en in de finale tegen Tsjecho-Slowakije scoorde hij het eerste doelpunt vanop de penaltystip. Coppée nam eveneens deel aan de Olympische Zomerspelen 1924 in Parijs waar hij één wedstrijd speelde.
In 1929 zette Coppée een punt achter zijn spelersloopbaan op het hoogste niveau. In totaal speelde hij bij Union Sint-Gillis 116 wedstrijden en scoorde hierbij 91 doelpunten.
Ook zijn oudere broer Raymond speelde voetbal bij de jeugd van Union SG en in de eerste ploeg bij CS Schaerbeek, Royal Excelsior Sports Club, RC Tirlemont en Ixelles SC.